# Clinton (Metro de Chicago)
Clinton es una estación en las líneas Rosa y Verde del Metro de Chicago. La estación se encuentra localizada en 540 West Lake Street en Chicago, Illinois. La estación Clinton fue inaugurada el 16 de octubre de 1909.  La Autoridad de Tránsito de Chicago es la encargada por el mantenimiento y administración de la estación.

## Descripción
La estación Clinton cuenta con 2 plataformas laterales y 2 vías. 

## Conexiones
La estación es abastecida por las siguientes conexiones de autobuses: 
- Rutas del CTA Buses: #14 Jeffery Express, #56 Milwaukee, #125 Water Tower Express